# Trinità

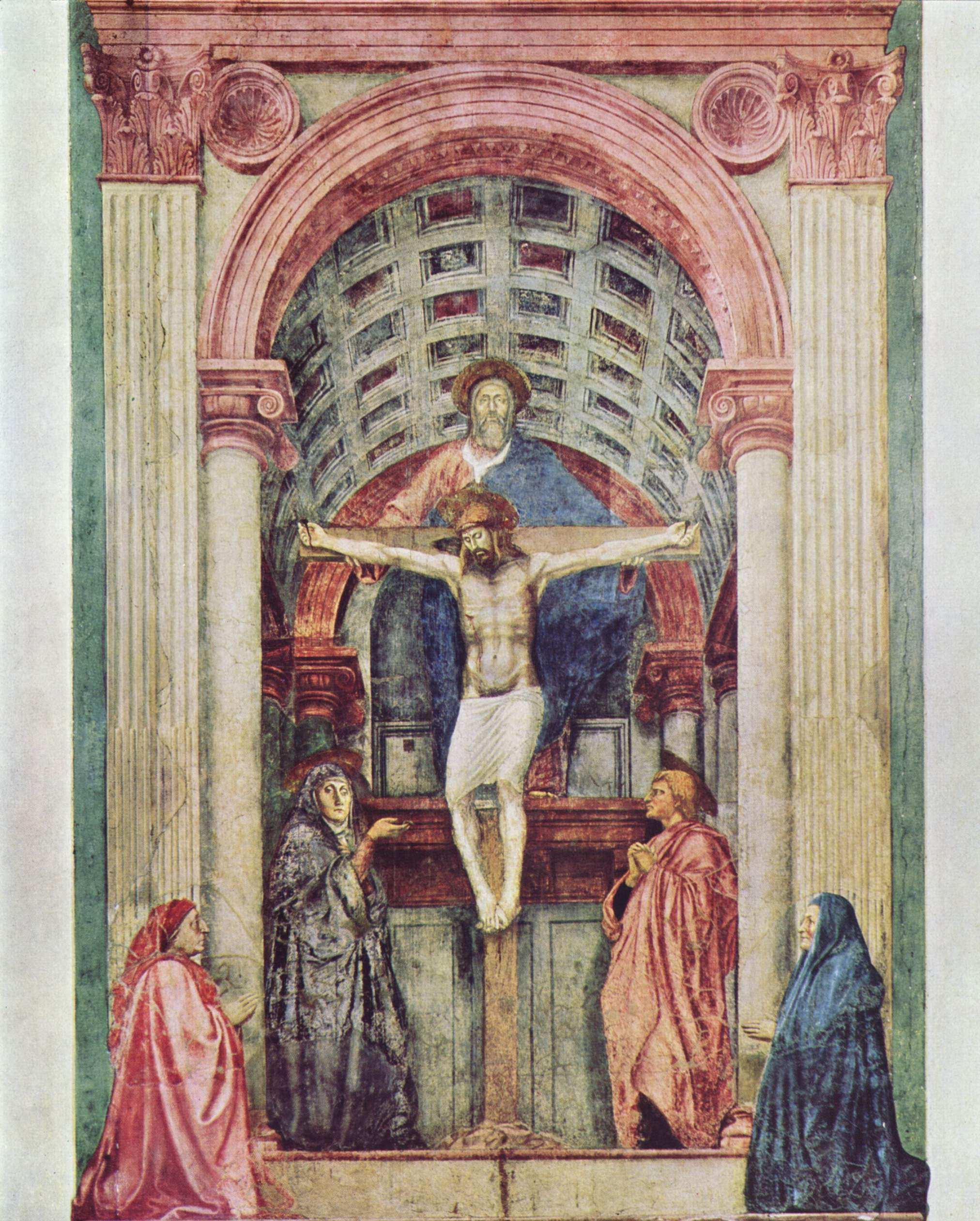
La Trinità di Masaccio

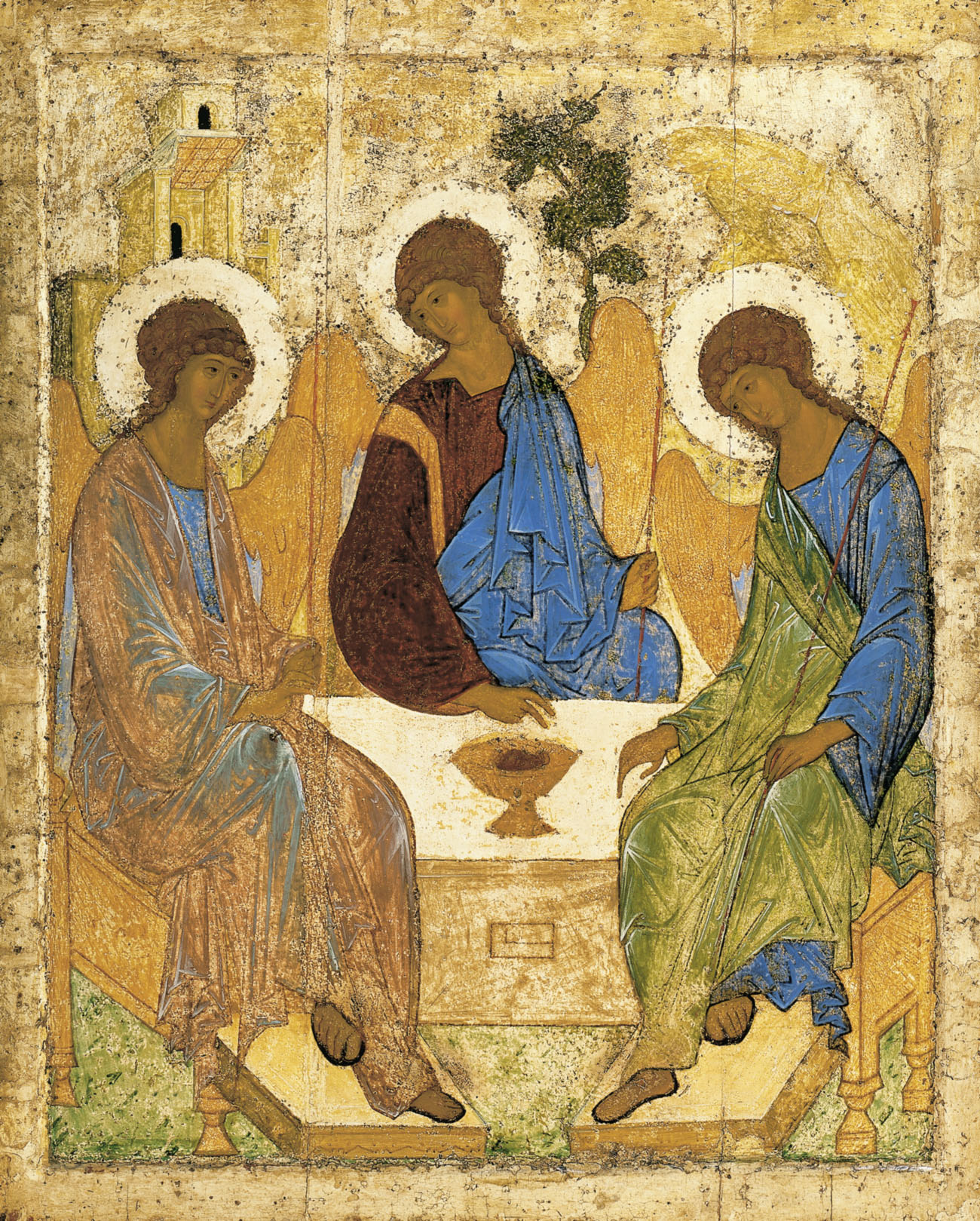
Icona rappresentante i tre angeli ospitati da Abramo a Mambre, allegoria della Trinità. Dipinta dal monaco-pittore russo Andrej Rublëv (1360-1427) e conservata a Mosca, Galleria Tret'jakov.

La Trinità è la dottrina fondamentale e più importante delle Chiese cristiane, quali la cattolica e quelle ortodosse, oltre che delle Chiese riformate storiche come quella luterana, quella calvinista e quella anglicana.
Tale dottrina non viene comunque presentata in modo univoco. 
Essa si è precisata nell'ambito del cristianesimo antico: prima nel credo del primo concilio di Nicea (325), poi nel Simbolo niceno-costantinopolitano (381), dove venne affermato come primo articolo di fede l'unicità di Dio e, secondariamente, la divinità di Gesù Cristo suo Figlio, a seguito, tra le altre, della controversia suscitata dal teologo Ario, che negava quest'ultima.

## Le tre Persone della Trinità

Schema della relazione trinitaria fra Padre, Figlio e Spirito Santo secondo le chiese cristiane di origine latina come la Chiesa cattolica.

Il dogma della "Trinità" è in relazione alla natura divina: esso afferma che Dio è uno solo, dalla "sostanza" unica e assolutamente semplice, ma comune a tre "Persone" (o "ipòstasi", secondo il linguaggio mutuato dalla tradizione greca) che sono distinte pur condividendo la stessa sostanza in maniera paritaria (consustanziali). Esse sono:
- Dio Padre, creatore del cielo e della terra, Padre trascendente e celeste del mondo;
- il Figlio: generato dal Padre prima di tutti i secoli, fatto uomo come Gesù Cristo nel seno della Vergine Maria, il Redentore del mondo;
- lo Spirito Santo che il Padre e il Figlio mandano ai discepoli di Gesù per far loro comprendere e testimoniare le verità rivelate.

Talora questo rapporto fra le tre Persone è stato anche interpretato in maniera non paritaria ma subordinata, nel senso di una processione gerarchica, pur rappresentando tre aspetti o modi di apparire di una medesima divinità; nei casi più eterodossi (ritenuti eretici) come se esse fossero persino tre divinità diverse (come in una triade politeista).
Nella dottrina trinitaria il Dio di Israele Yahweh racchiude tutta la Trinità ed è quindi Padre, Figlio e Spirito Santo.
Al mistero della Trinità è dedicata, nella Chiesa cattolica, la Solennità della Santissima Trinità, che ricorre ogni anno la domenica successiva alla Pentecoste.
La dottrina trinitaria è stata accolta dalla maggior parte dei protestanti, particolarmente dal protestantesimo storico (di cui fanno parte fra gli altri il luteranesimo e il calvinismo).

## Origine del termine e della nozione
Il termine "trinità" deriva dal latino trīnĭtas-ātis (a sua volta da trīnus = di tre, aggettivo distributivo di trēs, tre) e fu utilizzato per la prima volta da Tertulliano nel II secolo, ad esempio nel suo De pudicitia (XXI) e nell'"Adversus Praxean". Occorre ricordare che prima di lui già Teofilo di Antiochia (II secolo), apologeta cristiano di lingua greca, utilizzò nel suo Apologia ad Autolycum (II,15) il termine analogo greco di τριας (triás).
Se il termine "trinità" non è certamente antecedente al II secolo, la nozione che rappresenta sembrerebbe invece apparire già a partire dal Vangelo di Matteo (I sec.):
(Vangelo di Matteo XXVIII, 19)
A tal proposito lo studioso e teologo cattolico francese Joseph Doré nota come l'espressione al singolare eis to onoma (εἰς τὸ ὄνομα) ovvero "nel nome" unitamente alle due ricorrenze della congiunzione kai (καὶ), "e", quindi nel significato di "del Padre 'e' del Figlio 'e' dello Spirito Santo" evidenzierebbe la presenza di un credo già trinitario.
Allo stesso modo e in tale senso possono essere letti alcuni altri passi dei Vangeli canonici, ad esempio:
(Vangelo di Matteo III, 16)
(Vangelo di Luca I, 35)
e in particolar modo in alcuni passi del "discorso dopo la cena" riportato nel Vangelo di Giovanni:
(Vangelo di Giovanni XIV, 11)
(Vangelo di Giovanni XIV, 16-7)
(Vangelo di Giovanni XIV, 26)
(Vangelo di Giovanni X, 37-38)
Joseph Doré nota anche qui che se il termine greco πνεῦμα (pneúma, "spirito", "soffio") è certamente neutro esso viene indicato con il pronome relativo al maschile come ad evidenziarne la personificazione.
Lo storico delle religioni italiano Pier Cesare Bori spiega al riguardo:
(Pier Cesare Bori. Dio (ebraismo e cristianesimo), in Dizionario delle religioni (a cura di Giovanni Filoramo) Torino, Einaudi, 1993, pag.205)
Allo stesso modo vi sono dei richiami alle tre figure divine nelle lettere attribuite agli apostoli:
(Seconda lettera ai Corinzi XIII, 14)
(Prima lettera di Pietro I, 2)
Lo sviluppo del dogma dell'unità di Dio e della trinità delle persone si è sviluppato parallelamente alla formazione del canone biblico della chiesa. Oltre ai numerosi passi neotestamentari che implicitamente o esplicitamente sostengono l'idea della presenza divina in Gesù Cristo e l'opera dello Spirito, i  padri della chiesa hanno interpretato diversi passi dell'Antico Testamento come "prefigurazioni" della unità e trinità di Dio. Secondo Gregorio di Nazianzo, uno dei maggiori padri della chiesa orientale che ha trattato il dogma trinitario:
(Graeg. Naz. orat. XXXVII)
Verso il 150 il martire Giustino (Apologia, I, 61) dichiara che il candidato al battesimo "riceve l'abluzione con l'acqua nel nome di Dio Padre e Signore dell'universo, e del nostro Salvatore Gesù Cristo, e dello Spirito Santo". In questo senso, la nozione di Trinità era già presente nella liturgia battesimale. Ireneo di Lione (Dimostrazione della fede apostolica, 6) dichiara una fede trinitaria:
(Dimostrazione della fede apostolica,6)
Lo studioso cattolico statunitense William J. Hill nota comunque come questo "trinitarismo elementare" sia presente anche nell'opera di Clemente di Roma (I secolo) il quale nella Prima lettera di Clemente (cfr. 58 e 46) si richiama espressamente a Dio Padre, al Figlio, allo Spirito, menzionando tutti e tre insieme. Allo stesso modo Ignazio di Antiochia (inizi II secolo) nella sua Lettera agli Efesini (cfr. 9) chiama il cristiano a "incorporarsi" nel tempio divino come per diventare uno con Cristo, nello Spirito fino alla filiazione del Padre. Ciononostante, anche per lo studioso statunitense, la soluzione trinitaria, per come successivamente verrà proposta, era ancora ben lontana.

## Sviluppo della nozione nei teologi e nei confronti conciliari del IV e V secolo
Come è possibile affermare che Dio è "uno e trino"? Secondo la fede cristiana la natura divina è al di là della conoscenza scientifica, ed è incomprensibile e non conoscibile se non fosse per quanto è dato sapere attraverso la rivelazione divina. Quindi la dottrina trinitaria non è una conoscenza, come quella dell'esistenza di Dio, a cui si potrebbe pervenire attraverso la ragione umana o la speculazione filosofica, sebbene anch'essa non sia univocamente dimostrabile.
Molti teologi e filosofi cristiani (come Agostino d'Ippona) hanno scritto numerosi trattati per spiegare l'Unità divina di Dio Padre, del suo Verbo e Spirito, pur nella distinzione degli attributi. Le affermazioni dogmatiche della chiesa antica, come quelle del Concilio di Nicea, costituiscono, per le chiese cristiane che si riconoscono nella continuità storica del cristianesimo antico, la terminologia appropriata per definire il paradosso del rapporto fra la trascendenza divina e il suo intervento e conseguente conoscenza nella dimensione umana.

### Unicità, Unità e Trinità di Dio

Completa rappresentazione Teo-cristologica

Dio è uno solo, e la divinità unica. La Bibbia ebraica pone questo articolo di fede sopra tutti gli altri, e lo circonda di numerosi ammonimenti a non abbandonare questo fondamento della fede, mantenendo la fedeltà al patto che Dio ha fatto con gli ebrei: "Ascolta Israele, il Signore nostro Dio è uno solo", "tu non avrai altri dei di fronte a me" e anche "Questo ha detto il Signore re d'Israele e suo redentore, il Signore delle schiere: io sono il primo e l'ultimo, e oltre a me non c'è alcun Dio".
Ogni formula di fede che non insista sull'unicità di Dio, o che associ nell'adorazione un altro essere diverso da Dio, oppure che ritenga che Dio possa venire all'esistenza nel tempo anziché essere Dio dall'eternità, è contraria alla conoscenza di Dio, secondo la comprensione trinitaria dell'Antico Testamento. Lo stesso tipo di comprensione è presente nel Nuovo Testamento: Non c'è altro Dio se non uno. Gli "altri dei" di cui parla San Paolo non sono affatto dei, ma sostituti di Dio, cioè esseri mitologici o demoni.
Secondo la visione trinitaria, è scorretto dire che il Padre o il Figlio, in quanto alla divinità, siano due esseri. L'affermazione centrale e cruciale della fede cristiano-cattolica è che esiste un solo salvatore, Dio, e la salvezza è manifestata in Gesù Cristo, attraverso lo Spirito Santo. Lo stesso concetto può essere espresso in quest'altra forma:
1. Soltanto Dio può salvare
2. Gesù Cristo salva
3. Gesù Cristo è Dio

In parole semplici è possibile esprimere il mistero della Trinità nell'Unità dicendo che il solo Dio si conosce (nel suo Figlio, Verbo, Pensiero, Sapienza) e si ama in esso (Spirito Santo, Amore). Il Padre è trascendente e nessun vivente poté vederlo, attraverso il corpo di uomo di Gesù poté rivelarsi ed essere visto e creduto dagli uomini.

### La Trinità e Agostino

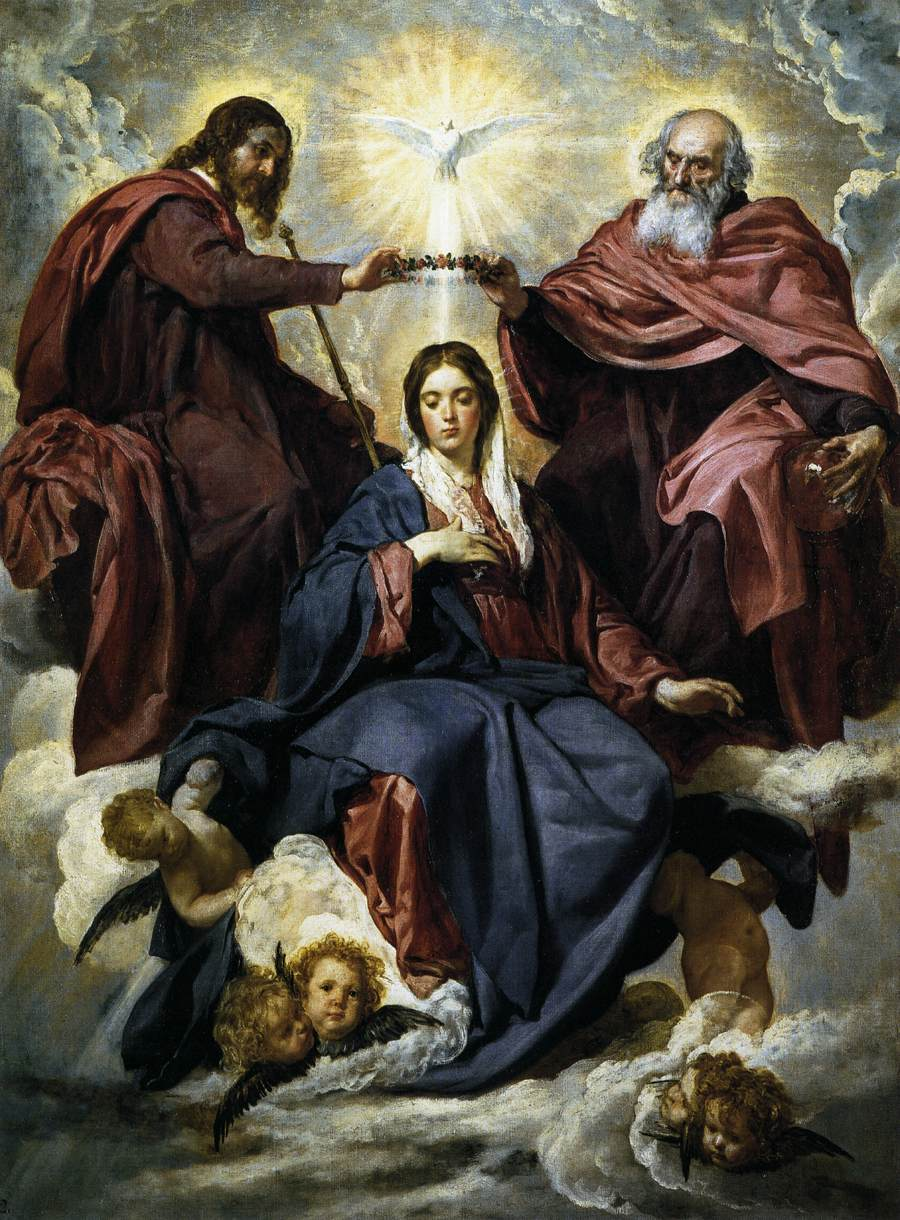
La Coronazione della Vergine, di Diego Velázquez (1645), Museo del Prado

A tale proposito è interessante leggere quanto scritto da sant'Agostino nel De Trinitate e in altre opere per tentare una chiarificazione del concetto di unica Sostanza e tre Persone. Nell'uomo, ragiona Agostino, si può distinguere la sua realtà corporale (esse), la sua intelligenza (nosse) e la sua volontà (velle). Se Dio ha creato l'uomo a propria immagine e somiglianza è allora necessario che questi tre aspetti appartengano anche alla Divinità, anche se in modo perfetto e divino, non imperfetto e umano: così Dio è Essere (Padre), Verità (Figlio) e Amore (Spirito Santo).
Ecco alcune citazioni bibliche al riguardo:

### Creazione dell'Universo
La creazione dell'universo viene attribuita alla Trinità tutta intera; Dio Padre crea l'universo per mezzo del Figlio ("il Verbo","la Parola") e "donando" o "riempiendolo" di Spirito Santo.

Il credo recita infatti: 
(Credo)
La fonte di questa interpretazione è in Genesi, al primo capitolo, Dio crea il mondo attraverso la Parola, espresso con la duplice formula: "Dio disse..." e "Dio chiamò ...". Questo è appunto il "Verbo di Dio", ossia nella visione cristiana proprio la seconda persona della Trinità, ovvero il Cristo. Valga, a titolo di esempio il racconto della creazione:
Primo giorno:
Secondo giorno:
e così prosegue nei "giorni" successivi con lo stesso schema, fino alla creazione dell'Uomo:
Anche lo Spirito Santo, che è la relazione d'amore fra il Dio Padre e il Figlio, terza persona della Trinità, partecipa alla creazione:

### Natura e ruolo di Gesù

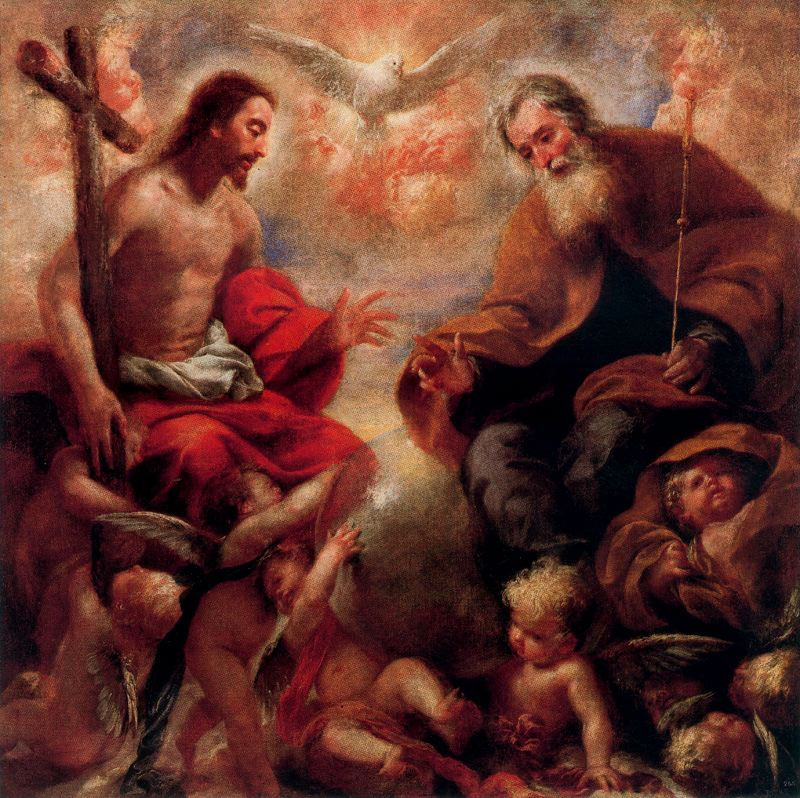
La Santísima Trinidad, di Francesco Cairo (1630), Museo del Prado

In ambito teologico trinitario viene fatta una distinzione fra la Trinità da un punto di vista "ontologico" (ciò che Dio è) e da un punto di vista "ergonomico" (ciò che Dio fa). Secondo il primo punto di vista le persone della Trinità sono uguali, mentre non lo sono dall'altro punto di vista, cioè hanno ruoli e funzioni differenti.
L'affermazione "figlio di", "Padre di" e anche "spirito di" implica una dipendenza, cioè una subordinazione delle persone. Il trinitarismo ortodosso rifiuta il "subordinazionismo ontologico", esso afferma che il Padre, essendo la fonte di tutto, ha una relazione monarchica con il Figlio e lo Spirito. Ireneo di Lione, il più importante teologo del II secolo, scrive: "Il Padre è Dio, e il Figlio è Dio, poiché tutto ciò che è nato da Dio è Dio."
Simili affermazioni sono presenti in altri scrittori pre-niceni, cioè prima dello scoppio della controversia ariana:
(Giustino)
Immagine ripresa anche da scrittori successivi:
(Ilario di Poitiers, De Trinitate)
Se Gesù Cristo nel vangelo di Giovanni viene chiamato l'"unigenito" Figlio di Dio, evidenziando con questa affermazione il suo essere ontologicamente in Dio, secondo la dottrina ortodossa Gesù è anche diventato una creatura con l'incarnazione, svolgendo un ruolo "ministeriale", e in un certo senso subordinato in relazione a Dio, nei confronti dell'umanità.
Viene pertanto chiamato "primogenito" in altri passi, in riferimento alla creazione e redenzione, ad esempio è detto "immagine del Dio invisibile, primogenito di tutta la creazione... egli è principio, primogenito dei risuscitati". La distinzione è ripresa nell'affermazione che Gesù fa quando dice che dovrà "ascendere al Padre mio e Padre vostro, Iddio mio e Iddio vostro", distinguendo così fra l'essere figlio di Dio in senso proprio (caratteristico di Gesù) e in senso figurato (caratteristico degli uomini).
Atanasio di Alessandria sviluppa questa distinzione commentando il passo evangelico in cui Gesù dichiara di non conoscere il giorno e l'ora della fine del mondo:
(Atanasio, Seconda Lettera a Serapione, trad. M. Simonetti)
Altri riferimenti biblici all'Unigenito nato prima di tutti i secoli sono: Proverbi 8,22-31; Salmi 2 e Colossesi 1,13.15-20.

### Trinità immanente e Trinità economica
La dogmatica cristiana distingue tra Trinità immanente e Trinità economica. Entrambe si riferiscono allo stesso Dio Uno e Trino e alle tre medesime divine persone. La prima si riferisce a Dio in sé e a com'era prima della creazione (Gesù Cristo come Verbo); la seconda alla salvezza che si attua dopo la venuta di Cristo nel mondo, intendendosi la sua assunzione di un corpo e di un'anima razionale umani.

## Origine e sviluppo della dottrina
La nozione dell'unicità di Dio e di Gesù Cristo come "Dio da Dio" e consunstanziale al Padre è stata affermata come articolo di fede al primo concilio di Nicea (325) e sviluppata nei successivi concili ecumenici. Il termine "trinità" non è utilizzato nel credo niceno, ma il termine è precedente e rintracciabile già in scrittori ecclesiastici come Tertulliano.
Nel Nuovo Testamento il termine non compare, tuttavia la cristologia di Giovanni, che presenta Cristo come Logos di Dio, (cioè verbo e ragione), assieme ad alcune affermazioni di Paolo di Tarso, sono stati considerate dai Cristiani come le basi per lo sviluppo della dottrina trinitaria. Per la Chiesa in più punti del Nuovo Testamento si ravviserebbe il carattere trinitario di Dio, ad esempio quando Gesù dice: "Il Padre ed io siamo una cosa sola" od ancora nel Prologo del Vangelo di Giovanni: " In principio era il Verbo, il Verbo era presso Dio e il Verbo era Dio."
In un saggio sulla divinità di Gesù nel Nuovo Testamento il biblista americano Raymond E. Brown ipotizza che Gesù sia chiamato Dio nel Nuovo Testamento, ma lo sviluppo sarebbe stato graduale e non sarebbe emerso fino a un'epoca tarda nella tradizione neotestamentaria:
(Does the New Testament call Jesus God?)
Il primo teologo cristiano a discutere sistematicamente la dottrina della Trinità fu forse Prassea (II secolo), la cui opera ci è nota solo attraverso la confutazione che ne fece Tertulliano nel suo Adversus Praxean (dopo il 213), opera in cui è esposta per la prima volta la formula del rapporto tra una sola sostanza e tre Persone.
Lo sviluppo completo della dottrina si ebbe in seguito, anche in reazione alle dottrine di Ario che introdusse le sue interpretazioni subordinazioniste di Gesù come essere semidivino (vedi arianesimo).
Molti termini che si impiegano per esplicitare questo insegnamento sono stati mutuati dalla filosofia greca e ulteriormente approfonditi per evitare di esprimere concetti erronei. Tra questi si possono citare: sostanza, ipostasi e relazione. La Trinità viene così definita in teologia come tre ipostasi individuali, cioè tre Persone o sussistenze, che hanno e vivono in un'unica essenza o sostanza comune.

## La controversia ariana
La causa che portò alla convocazione del primo concilio di Nicea fu la disputa ariana, che giunse a una svolta all'inizio del IV secolo d.C. I protagonisti furono tre teologi-filosofi provenienti da Alessandria d'Egitto. Da una parte c'era Ario, e dall'altra gli ortodossi Alessandro e Atanasio. Ario affermava che il Figlio non fosse della stessa essenza, o sostanza, del Padre e che lo Spirito Santo fosse una persona ma inferiore a entrambi. Parlava di una "triade" o "Trinità", pur considerandola formata di persone ineguali, delle quali solo il Padre non era stato creato.
D'altra parte Alessandro e Atanasio sostenevano che le tre persone della Divinità fossero della stessa sostanza e che pertanto non fossero tre Dei, ma uno solo, sebbene il Padre fosse il "primo" e la causa delle altre due.
Ario, "volendo difendere il monoteismo più rigoroso, secondo cui Dio è trascendente" accusò Atanasio di reintrodurre il politeismo. In effetti l'arianesimo viene considerato da molti studiosi moderni come il ramo più rigoroso del subordinazionismo cristologico dei primi padri della Chiesa (Giustino, Ireneo di Lione ecc.) e scrittori cristiani (Origene, Tertulliano ecc.) i quali ancora non si interrogavano sul rapporto fra le persone della divinità. Atanasio accusò Ario di reintrodurre il politeismo, dal momento che distingueva la natura divina delle tre persone.
Accanto a Dio, Ario poneva infatti una creatura "che può essere chiamata dio in modo improprio", considerato il Figlio di Dio, ma ritenuto da lui semplicemente "la prima creatura di cui il Padre si era servito per compiere la creazione", incarnatosi in Gesù, simile ma non uguale a Dio, che avrebbe avuto esistenza dal nulla, affermando che "generare" e "creare" fossero sinonimi. Gli ortodossi invece ribadivano l'assoluta unità di Dio, e se il Logos era divino, (come era affermato nel prologo di Giovanni "il Logos era Dio"), ciò non comportava una suddivisione o una moltiplicazione di dei, ma Dio era sempre uno solo. In questo senso il termine "generazione" indicava l'unità della natura e non andava inteso in senso temporale e umano, con un "prima" e un "dopo", ma il Figlio era eternamente generato, cioè era sempre stato insito in Dio. Al tempo opportuno il Verbo si sarebbe incarnato in Gesù, in un processo di abbassamento e annichilimento, e l'unione della natura divina e di quella umana nella persona di Gesù diede origine ad un'altra serie di controversie nei secoli successivi.
La controversia ariana non terminò a Nicea. L'arianesimo ebbe grande fortuna nell'Impero romano e in certi momenti presso la corte imperiale. Molte tribù germaniche che invasero l'impero romano professavano un cristianesimo ariano e lo diffusero in gran parte dell'Europa e dell'Africa settentrionale, dove continuò a prosperare fino a gran parte del VI secolo, e in alcune zone anche più a lungo.

## La Trinità nei primi scritti cristiani

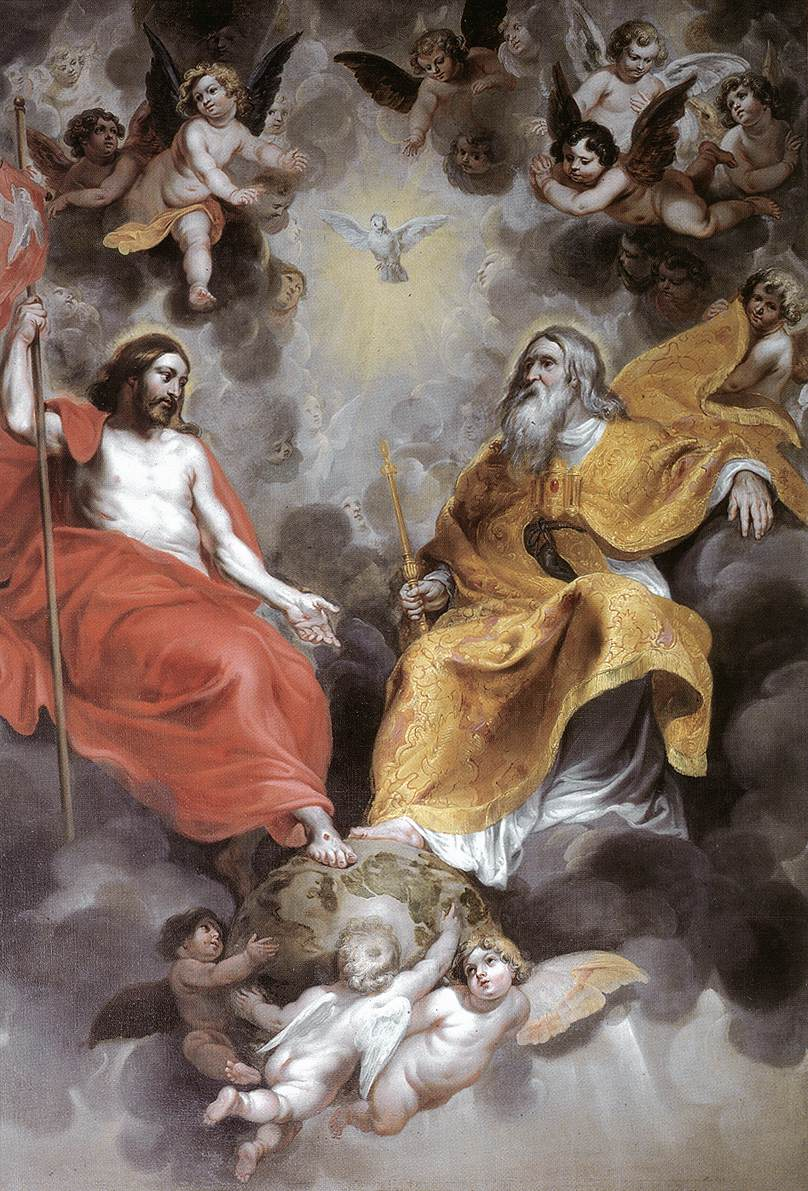
Santissima Trinità, di Hendrick van Balen (anni 20 del XVII secolo), Sint-Jacobskerk, Anversa

I primi scrittori cristiani così si esprimono al riguardo:
(Ilario di Poitiers De Trinitate)
(Ippolito di Roma)
(Atanasio di Alessandria, Seconda lettera a Serapione)

## Teologia delle Chiese orientali e della Chiesa latina
L'interpretazione trinitaria nella Chiesa latina si differenzia da quella greca. Se entrambe le Chiese, infatti, riconoscono l'unità delle tre Persone divine nell'unica natura indivisa, per cui ciascuna di esse è pienamente Dio secondo gli attributi (eternità, onnipotenza, onniscienza ecc.), ma ciascuna è a sua volta distinta e inconfondibile rispetto alle altre due, è altresì vero che nasce il problema di comprendere le relazioni che intercorrono fra di esse.
Con il simbolo niceno-costantinopolitano, approvato nel primo concilio di Costantinopoli (381 d.C.), si afferma che il Figlio è generato dal Padre, mentre lo Spirito Santo è spirato dal Padre. Il Padre è dunque l'unica origine della Trinità. Col Concilio di Toledo, però, e con i suoi successivi sviluppi, la Chiesa latina, usando una terminologia diversa, stabiliva unilateralmente che lo Spirito Santo procede anche dal Figlio (la questione del cosiddetto Filioque), cioè che è la terza persona. Gli ortodossi rifiutano tuttora tale sviluppo, temendo che essa renda il Figlio concausa dello Spirito Santo; per questo preferiscono parlare, secondo la teologia greca, di "spirazione dal Padre attraverso il Figlio" (proposta da grandi teologi come san Gregorio di Nissa, san Massimo il Confessore e san Giovanni Damasceno), pur non introducendo questa specificazione nel Credo. La Chiesa cattolica ritiene valide entrambe le versioni, infatti le chiese cattoliche orientali utilizzano nella liturgia la versione priva del Filioque.
Anche altri gruppi cristiani hanno rifiutato il Filioque; in particolare bisogna citare il caso dei vetero-cattolici, che accettano la validità dei primi sette concili ecumenici, rifiutando le dottrine cattoliche successive.
Invece le Chiese nate dalla riforma hanno generalmente accettato questo dogma nella versione occidentale (comprensivo, cioè, del Filioque).

## Simboli di fede
La dottrina della Trinità è espressa in alcuni Simboli di fede, cioè proposizioni il più possibile chiare e prive di ambiguità che si riferiscono a punti controversi della dottrina. Ad esempio al primo concilio di Nicea venne approvato il seguente paragrafo (dal cosiddetto credo di Nicea) relativo al significato di Figlio di Dio riferito a Gesù Cristo:
Tale proposizione deriva dal passo del primo capitolo della lettera agli Ebrei:
Il simbolo atanasiano (detto anche Quicunque vult dalle parole iniziali) è invece un'esposizione sintetica della dottrina della Trinità secondo la tradizione latina, probabilmente composto in Gallia verso la fine del V secolo, ed usato nelle chiese occidentali:
Poiché come la verità cristiana ci obbliga a confessare che ciascuna persona è singolarmente Dio e Signore, così pure la religione cattolica ci proibisce di parlare di tre Dei o Signori. ... E in questa Trinità non v'è nulla che sia prima o poi, nulla di maggiore o di minore: ma tutte e tre le persone sono l'una all'altra coeterne e coeguali. (...)
Il Padre non è stato fatto da alcuno: né creato, né generato. Il Figlio è dal solo Padre: non fatto, né creato, ma generato. Lo Spirito Santo è dal Padre e dal Figlio: non fatto, né creato, né generato, ma da essi procedente.(...)
... il Signore nostro Gesù Cristo, Figlio di Dio, è Dio e uomo. È Dio, perché generato dalla sostanza del Padre fin dall'eternità; è uomo, perché nato nel tempo dalla sostanza della madre. Perfetto Dio, perfetto uomo: sussistente dall'anima razionale e dalla carne umana. Uguale al Padre nella divinità, inferiore al Padre nell'umanità.»
In seguito vennero elaborati altri simboli di fede in cui si riassumevano le dottrine precedenti e si trattavano altri punti controversi, ad esempio al XI Sinodo di Toledo (675) venne elaborata un'altra "confessione" attribuita in passato ad Eusebio di Vercelli, di cui si riporta solo l'inizio:
E professiamo che il Padre non (è) generato, non creato, ma ingenerato. Egli infatti non prende origine da nessuno, egli dal quale ebbe sia il Figlio la nascita, come lo Spirito Santo il procedere. Egli è dunque la fonte e l'origine dell'intera divinità.»

## Posizioni antitrinitarie
La dottrina del Dio Uno e Trino non è accettata al di fuori del cristianesimo, dato che afferma la divinità di Gesù Cristo, che è caratteristica delle maggiori confessioni di questa religione. Ebraismo ed Islam rifiutano questo aspetto, e nel Corano in particolare questo punto dottrinale viene esplicitamente negato.
Anche nell'ambito del cristianesimo vi sono movimenti religiosi e diramazioni anti-trinitarie; fra queste le più note a partire dall'età moderna e contemporanea sono i testimoni di Geova, la House of Yahweh, i cristadelfiani, gli antoinisti, i mormoni, la Chiesa del Regno di Dio, la Chiesa cristiana millenarista, il cristianesimo scientista, la Chiesa dell'unificazione e le chiese odierne che si rifanno all'unitarianismo.

## Ordini e congregazioni della Santissima Trinità
Numerosi istituti religiosi condividono la devozione alla Trinità e sono a essa intitolata: l'Ordine della Santissima Trinità, con il ramo delle monache e le congregazioni delle suore di Madrid, Roma, Valence, Valencia e delle Montalve; le statunitensi congregazioni dei Missionari Servi e delle Ancelle Missionarie della Santissima Trinità; le canadesi Domenicane della Santissima Trinità; le spagnole Giuseppine della Santissima Trinità; le messicane Serve della Santissima Trinità e dei Poveri e le italiane Adoratrici della Santissima Trinità.

### Riferimenti
1. ↑  Catherine Mowry Lacugna, "Trinity", in Encyclopedia of Religion, vol. 14. NY, Macmillan, 2006, p. 9360
2. ↑   Tertulliano, il padre della dottrina della Trinità, su Loci Communes, 23 marzo 2022. URL consultato l'8 maggio 2024.
3. 1 2  Trinità in Dictionnaire des Religions, pag.1923
4. ↑   Il Battesimo nei primi cristiani, su Aleteia.org - Italiano, 13 gennaio 2015. URL consultato il 16 aprile 2024.
5. ↑   Wayback Machine (PDF), su web.archive.org. URL consultato il 2 maggio 2024 (archiviato dall'url originale il 12 luglio 2019).
6. ↑  Philippe Bobichon, "Filiation divine du Christ et filiation divine des chrétiens dans les écrits de Justin Martyr" in P. de Navascués Benlloch, M. Crespo Losada, A. Sáez Gutiérrez (dir.), Filiación. Cultura pagana, religión de Israel, orígenes del cristianismo, vol. III, Madrid, pp. 337-378 online
7. ↑   Proverbi 8,22-31, su La Parola - La Sacra Bibbia in italiano in Internet.
8. ↑   Salmi 2, su La Parola - La Sacra Bibbia in italiano in Internet.
9. ↑   Colossesi 1,13.15-20, su La Parola - La Sacra Bibbia in italiano in Internet.
10. ↑   Domenica nell'Ottava del Natale, su chiesadimilano.it, Arcidiocesi di Milano, 2018.
11. ↑   Trinità, su scrutatio.it.
12. ↑  Roger E. Olson, The Story of Christian Theology: Twenty Centuries of Tradition & Reform, Downers Grove (IL), InterVarsity Press 1999, p. 92.
13. ↑  Tertulliano, Contro Prassea, ed. critica e trad. italiana di Giuseppe Scarpat, Torino, S.E.I. 1985.
14. ↑  "Terzo millennio Cristiano", paragrafo: "Eresie cristologiche"
15. ↑  "Dizionario Mondadori di Storia Universale"
16. ↑  John Henry Newman, Gli Ariani del IV secolo, Milano, Jaca Book 1981.
17. ↑  Com’è nata la dottrina della Trinità? JW.org